# Cochranella phryxa
Espèce
Statut de conservation UICN

 DD  : Données insuffisantes
Cochranella phryxa est une espèce d'amphibiens de la famille des Centrolenidae.

## Répartition
Cette espèce est endémique du département de La Paz en Bolivie. Elle se rencontre dans la province de Sud Yungas à 1 000 m d'altitude sur le versant amazonien de la cordillère Orientale.

## Description
Le mâle holotype mesure 26,5 mm.

## Publication originale
- Aguayo-Vedia & Harvey, 2006 : A new glassfrog of the Cochranella granulosa group (Anura: Centrolenidae) from a Bolivian cloud forest. Herpetologica, vol. 62, no 3, p. 323-330.